# Иберия (сюита)
«Иберия» (исп. Iberia) ― сюита для фортепиано, написанная Исааком Альбенисом между 1905 и 1908 годами. Примерная продолжительность произведения ― полтора часа. Впервые «Иберию» исполнила французская пианистка Бланш Сельва.
Эта сюита считается одним из самых сложных сочинений Альбениса.

## Структура
Сюита состоит из четырёх книг, в каждой из них по три пьесы.

### Книга 1
Посвящена жене композитора Эрнеста Шоссона.
- Evocación (ля-бемоль минор/ля-бемоль мажор)
- El Puerto (ре-бемоль мажор)
- Fête-dieu à Séville (фа-диез минор/фа-диез мажор)

### Книга 2
- Rondeña (ре мажор)
- Almería (соль мажор)
- Triana (фа-диез минор)

### Книга 3
- El Albaicín (си-бемоль минор/си-бемоль мажор)
- El Polo (фа минор)
- Lavapiés (ре-бемоль мажор)

### Книга 4
- Málaga (си-бемоль минор/си-бемоль мажор)
- Jerez (ля минор/ми мажор)
- Eritaña (ми-бемоль мажор)